# Montlouis
Pour les articles homonymes, voir Mont-Louis.
Montlouis est une commune française située dans le département du Cher, en région Centre-Val de Loire.

## Géographie
Les communes entourant Montlouis sont Lignières, Saint Baudel, Villecelin, La Celle-Condé, Venesmes, Saint-Symphorien et Ineuil. L'Auzon, un affluent de l'Arnon, traverse le territoire de la commune.
La commune se trouve dans l'aire géographique et dans la zone de production du lait, de fabrication et d'affinage du fromage Valençay.

### Climat
Pour des articles plus généraux, voir Climat du Centre-Val de Loire et Climat du Cher.
En 2010, le climat de la commune est de type climat océanique dégradé des plaines du Centre et du Nord, selon une étude du CNRS s'appuyant sur une série de données couvrant la période 1971-2000. En 2020, Météo-France publie une typologie des climats de la France métropolitaine dans laquelle la commune est exposée à un climat océanique altéré et est dans la région climatique Ouest et nord-ouest du Massif Central, caractérisée par une pluviométrie annuelle de 900 à 1 500 mm, maximale en automne et en hiver.
Pour la période 1971-2000, la température annuelle moyenne est de 11,4 °C, avec une amplitude thermique annuelle de 15,6 °C. Le cumul annuel moyen de précipitations est de 742 mm, avec 11,5 jours de précipitations en janvier et 6,9 jours en juillet. Pour la période 1991-2020, la température moyenne annuelle observée sur la station météorologique la plus proche, située sur la commune de Lignières à 8 km à vol d'oiseau, est de 12,2 °C et le cumul annuel moyen de précipitations est de 774,6 mm,. Pour l'avenir, les paramètres climatiques de la commune estimés pour 2050 selon différents scénarios d'émission de gaz à effet de serre sont consultables sur un site dédié publié par Météo-France en novembre 2022.

## Urbanisme

### Typologie
Au 1er janvier 2024, Montlouis est catégorisée commune rurale à habitat très dispersé, selon la nouvelle grille communale de densité à 7 niveaux définie par l'Insee en 2022.
Elle est située hors unité urbaine et hors attraction des villes,.

### Occupation des sols
L'occupation des sols de la commune, telle qu'elle ressort de la base de données européenne d’occupation biophysique des sols Corine Land Cover (CLC), est marquée par l'importance des territoires agricoles (95,5 % en 2018), une proportion identique à celle de 1990 (95,5 %). La répartition détaillée en 2018 est la suivante :
terres arables (90,9 %), prairies (4,6 %), forêts (4,5 %).
L'évolution de l’occupation des sols de la commune et de ses infrastructures peut être observée sur les différentes représentations cartographiques du territoire : la carte de Cassini (XVIIIe siècle), la carte d'état-major (1820-1866) et les cartes ou photos aériennes de l'IGN pour la période actuelle (1950 à aujourd'hui).

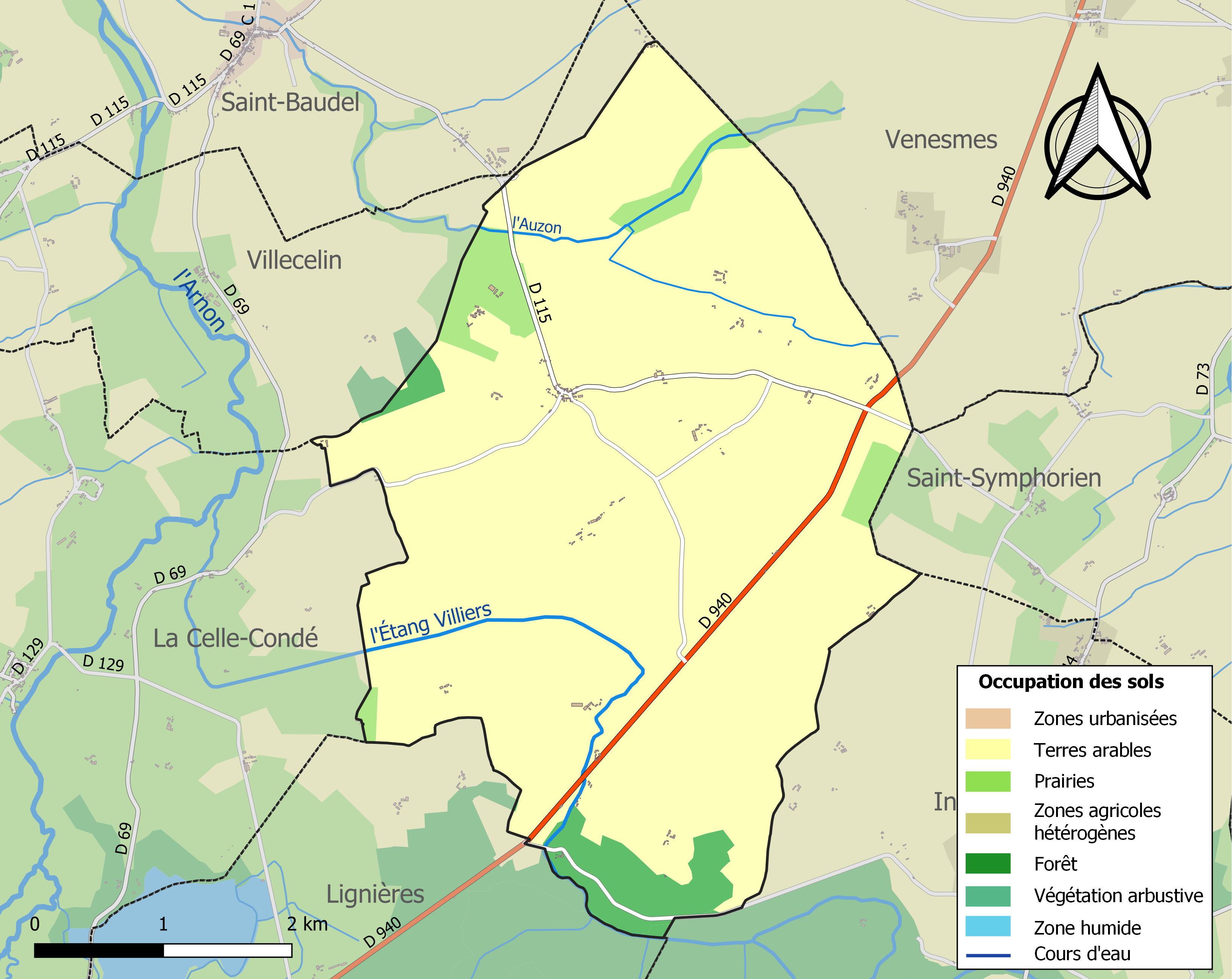
Carte des infrastructures et de l'occupation des sols de la commune en 2018 (CLC).

### Risques majeurs
Le territoire de la commune de Montlouis est vulnérable à différents aléas naturels : météorologiques (tempête, orage, neige, grand froid, canicule ou sécheresse), mouvements de terrains et séisme (sismicité faible). Un site publié par le BRGM permet d'évaluer simplement et rapidement les risques d'un bien localisé soit par son adresse soit par le numéro de sa parcelle.

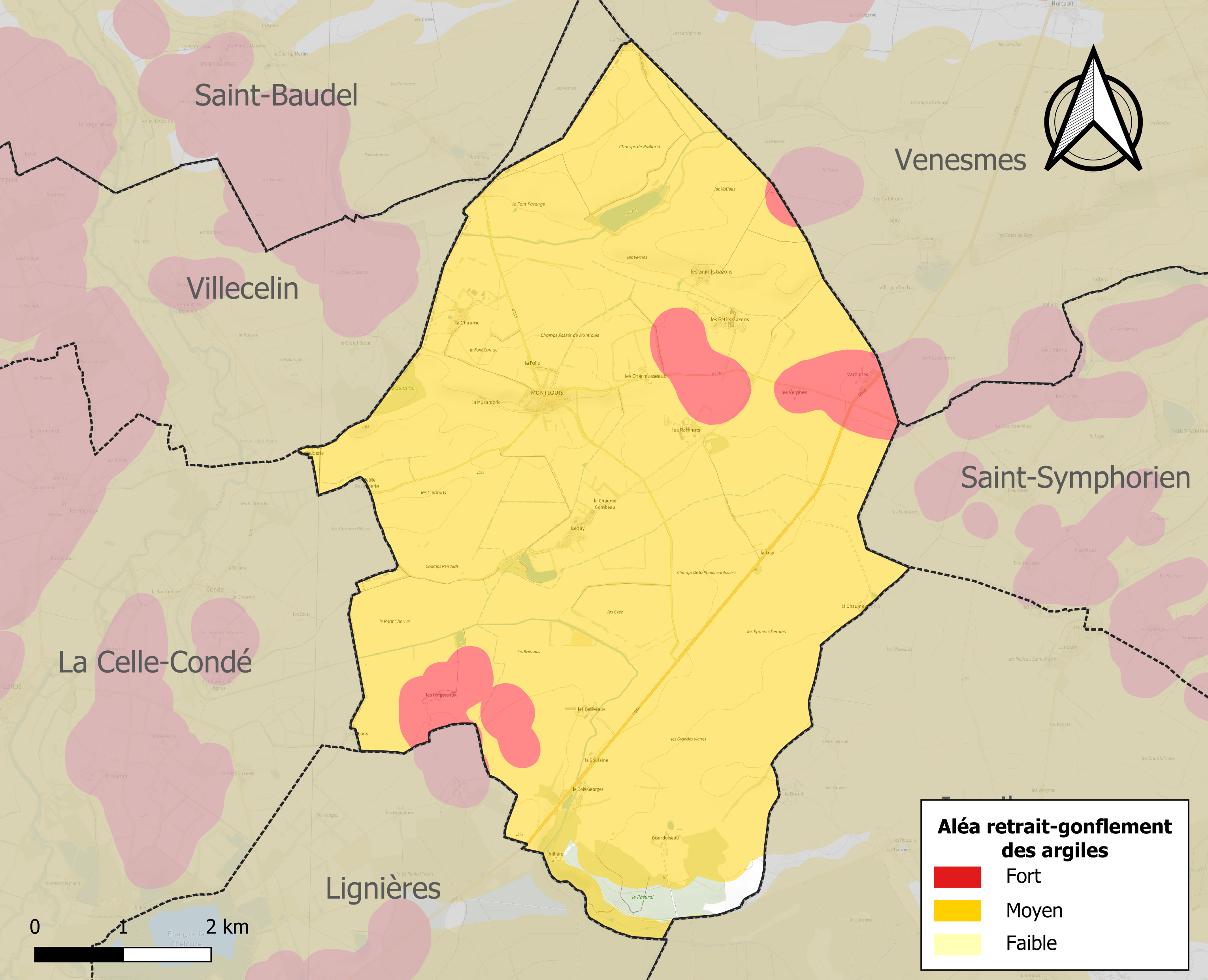
Carte des zones d'aléa retrait-gonflement des sols argileux de Montlouis.

La commune est vulnérable au risque de mouvements de terrains constitué principalement du retrait-gonflement des sols argileux. Cet aléa est susceptible d'engendrer des dommages importants aux bâtiments en cas d’alternance de périodes de sécheresse et de pluie. 98,3 % de la superficie communale est en aléa moyen ou fort (90 % au niveau départemental et 48,5 % au niveau national). Sur les 70 bâtiments dénombrés sur la commune en 2019, 70 sont en aléa moyen ou fort, soit 100 %, à comparer aux 83 % au niveau départemental et 54 % au niveau national. Une cartographie de l'exposition du territoire national au retrait gonflement des sols argileux est disponible sur le site du BRGM,.
Concernant les mouvements de terrains, la commune a été reconnue en état de catastrophe naturelle au titre des dommages causés par la sécheresse en 2018 et 2019 et par des mouvements de terrain en 1999.

## Toponymie
Le nom de la localité est attesté sous les formes Parrochia de Montluys en 1201, Montelois en 1236, Parrochia de Monte Luys en 1253, Parrochia de Monteloys en 1279, Parrochia de Monte Ludovico en 1326, Montlois en 1414, La parroisse de Montlois en 1439, Le village de Montloys en 1478, Montloys en 1483, Mons Loys en 1501, La parroisse de Mont Loys en 1567, La paroisse de Mont Louis en 1610, Montlouis en 1788.
Montlouis, variante de Montlouet. Du latin classique Mons, « hauteur », et bas latin Laudiacus : gentilice Laudius et suffixe acus. « La hauteur du domaine appelé Laudiacus ». La composition Mont Louis, du bas latin Ludovicus, nom de personne d’origine germanique, reste possible dans les toponymes postérieurs à 1300.

## Histoire
Même si aucune villa romaine n'a été retrouvée, la découverte d'un petit bronze biturige, de sesterces et d'une monnaie carolingienne attestent l'occupation ancienne du site. La paroisse est citée en 1123. Elle dépend alors du chapitre de Saint-Austrégésile (ou Saint-Outrille-du-château) de Bourges et comprend l'église Saint-Martin et la chapelle du château de Villiers. Ce château dominait autrefois un vaste étang, dit de Villiers, asséché au XVIe siècle. Du château, il ne reste que deux tours. Il existait autrefois, dans le hameau de Leday, un château mentionné en 1255.
La communauté de Montlouis échappe à la crise démographique qui frappe l’élection d’Issoudun au début du XVIIIe siècle, puisqu’elle passe de 46 feux en 1709 à 51 en 1726.
En 1844, la commune voisine de Condé est partagée entre La Celle (qui deviendra La Celle-Condé), Lignières et Montlouis ; la population se trouve ainsi augmentée d'une quarantaine d'habitants environ (388 âmes au recensement de 1841 et 432 à celui de 1846).

## Politique et administration
| Période      | Période    | Identité                     | Étiquette | Qualité                               |
| ------------ | ---------- | ---------------------------- | --------- | ------------------------------------- |
| 1929         | 1939       | René Margueritat (1901-1955) | SFIC      | Cultivateur Suspendu en 1939          |
| 1944         | 1955       | René Margueritat             | PCF       | Mort en fonctions                     |
|              |            | Madeleine François           |           |                                       |
| mars 1977    | mars 2014  | Pierre Beaujean              |           |                                       |
| mars 2014    | avril 2015 | Évelyne Allou                | SE        | Retraitée Fonction publique           |
| juillet 2015 | En cours   | Isabelle Hue,                |           | Agricultrice sur moyenne exploitation |

## Démographie
L'évolution du nombre d'habitants est connue à travers les recensements de la population effectués dans la commune depuis 1793. Pour les communes de moins de 10 000 habitants, une enquête de recensement portant sur toute la population est réalisée tous les cinq ans, les populations de référence des années intermédiaires étant quant à elles estimées par interpolation ou extrapolation. Pour la commune, le premier recensement exhaustif entrant dans le cadre du nouveau dispositif a été réalisé en 2005.

En 2022, la commune comptait 110 habitants, en stagnation par rapport à 2016 (Cher : −2,48 %, France hors Mayotte : +2,11 %).
| 1793 | 1800 | 1806 | 1821 | 1831 | 1836 | 1841 | 1846 | 1851 |
| ---- | ---- | ---- | ---- | ---- | ---- | ---- | ---- | ---- |
| 212  | 276  | 331  | 314  | 379  | 410  | 388  | 432  | 436  |

| 1856 | 1861 | 1866 | 1872 | 1876 | 1881 | 1886 | 1891 | 1896 |
| ---- | ---- | ---- | ---- | ---- | ---- | ---- | ---- | ---- |
| 394  | 401  | 410  | 431  | 418  | 399  | 381  | 396  | 381  |

| 1901 | 1906 | 1911 | 1921 | 1926 | 1931 | 1936 | 1946 | 1954 |
| ---- | ---- | ---- | ---- | ---- | ---- | ---- | ---- | ---- |
| 362  | 357  | 331  | 297  | 267  | 264  | 251  | 250  | 219  |

| 1962 | 1968 | 1975 | 1982 | 1990 | 1999 | 2005 | 2006 | 2010 |
| ---- | ---- | ---- | ---- | ---- | ---- | ---- | ---- | ---- |
| 211  | 180  | 132  | 124  | 111  | 120  | 115  | 114  | 114  |

| 2015 | 2020 | 2022 | - | - | - | - | - | - |
| ---- | ---- | ---- | - | - | - | - | - | - |
| 110  | 109  | 110  | - | - | - | - | - | - |

## Économie
La commune pratiquait majoritairement l'élevage jusqu'au milieu du XXe siècle. À cause du remembrement et des drainages, la commune devient principalement céréalière, bien que des élevages de chèvre et de bœuf charolais persistent.

## Culture locale et patrimoine

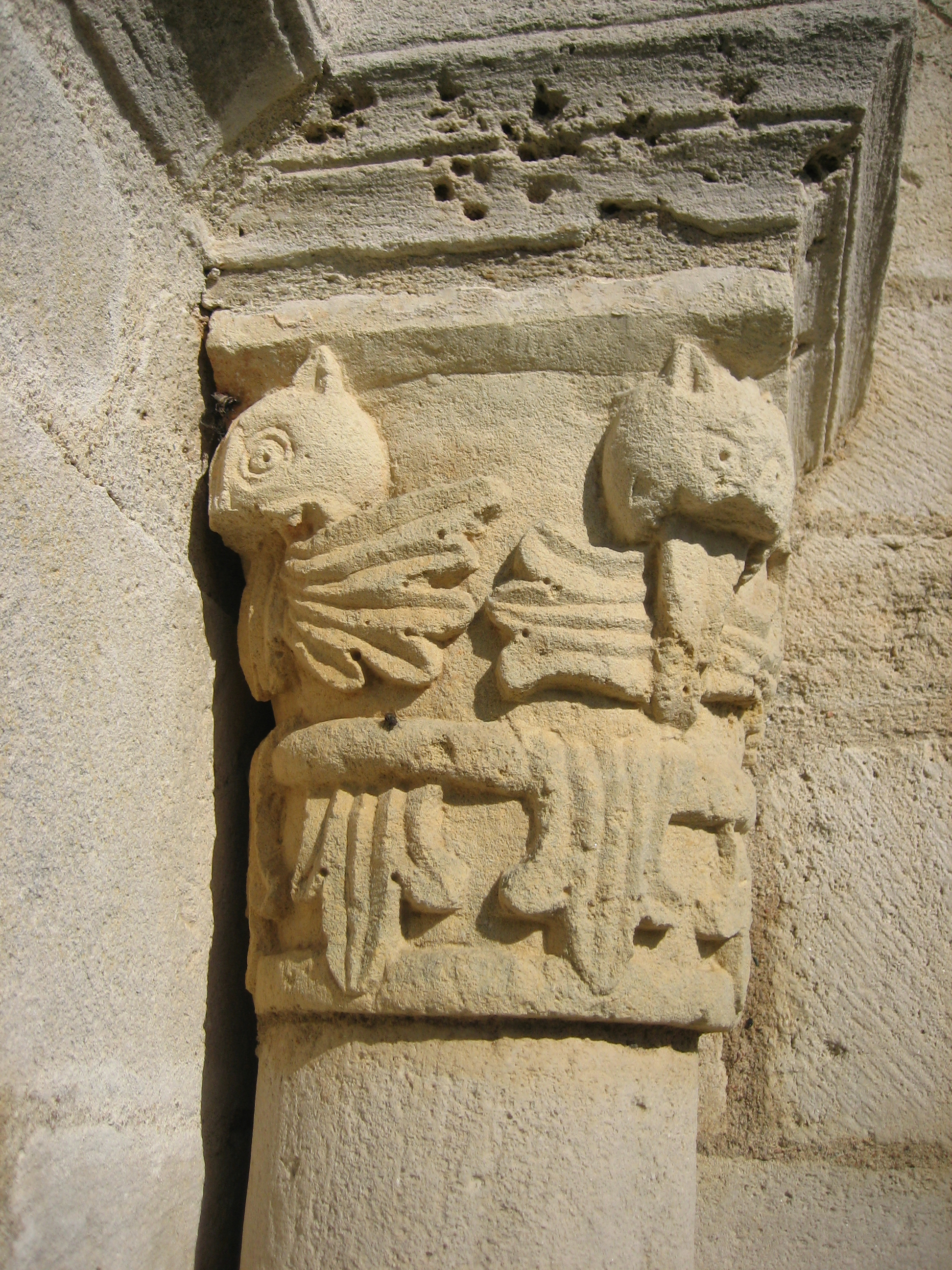
Église Saint-Martin : chapiteau avec têtes de chat.

### Lieux et monuments
- L'église Saint-Martin date du XIIe siècle[35],[25],[36] et du XIIIe siècle, avec des remaniements au XIXe siècle. Elle est inscrite à l'inventaire des monuments historiques par arrêté du 2 mars 1926[37].
- La maison de Varennes, dans le lieu-dit de Varennes, comprend deux corps de bâtiments perpendiculaires d'époque médiévale et une maison de maître du XVIIIe siècle. La construction primitive a subi de telles transformations qu'il est difficile de connaître son plan d'origine. Elle était sans doute plus élevée qu'aujourd'hui et le haut des murs a peut-être été arasé de façon que les parties subsistantes du manoir soient transformées en dépendances de la nouvelle maison. Dans la partie médiévale, deux pièces du rez-de-chaussée sont ornées d'un décor peint du XVe siècle présentant une iconographie rare illustrant le thème des soties du Mardi gras. Sur le mur nord de la salle principale est représentée une farandole animée par un joueur de cornemuse. Le décor comprend également des scènes religieuses. À droite du même mur, figure une Vierge de Pitié. Une Annonciation est représentée sur le mur d'une pièce voisine, datant sans doute du XVIe siècle[25]. Les deux corps du bâtiment médiéval et les façades du corps de bâtiment du XVIIIe siècle sont inscrits aux monuments historiques par arrêté du 14 janvier 1994[38].